# Яшвиль, Наталья Григорьевна
Княгиня Наталья Григорьевна Яшвиль (урождённая Филипсон; 28 декабря 1861, Санкт-Петербург — 12 июня 1939, Прага) — русская художница, иконописец и общественная деятельница.

## Биография
Наталья Григорьевна родилась в семье генерал-лейтенанта Григория Ивановича Филипсона, предки которого вышли из Шотландии, и Надежды Кирсановны Кирсановой, принадлежавшей к флотскому роду Морских-Кирсановых. Обучаясь дома и в пансионе, она получила разносторонее образование. Посещала Санкт-Петербургскую консерваторию, где обучалась пению, брала уроки живописи у П. П. Чистякова (1832—1919), среди учеников которого были В. М. Васнецов, М. А. Врубель, И. Е. Репин и другие. М. В. Нестеров впоследствии писал: « … была и тут даровита, как всюду, к чему ни прикасались её ум и золотые руки… Она хорошо, строго, по-чистяковски рисовала акварелью портреты, цветы».

После свадьбы с полковником лейб-гвардии Гусарского полка князем Николаем Владимировичем Яшвилем молодожены поселились в Киеве в собственном доме. Случившаяся через два года неожиданная кончина мужа вынудила княгиню с двумя малолетними детьми уехать в имение Сунки Черкасского уезда Киевской губернии. Посвятив себя управлению поместьем, она со временем превратила его в образцовое хозяйство. При содействии Натальи Григорьевны была построена школа для обучения крестьянских детей ремёслам, основана мастерская кустарных вышивок, образцами которых служили музейные вещи XVII—XVIII веков. Вышивки продавались в России и за рубежом, а также экспонировались на выставках. В 1913 году несколько работ княгини и её учениц были премированы на 2-й Всероссийской кустарной выставке в Петербурге, на выставке в Париже они были удостоены золотой медали. Наталья Григорьевна с 1906 года состояла в числе учредителей Киевского кустарного общества. Нестеров писал:
Разоренное имение скоро превратилось в благоустроенное, с виноградниками, с фруктовыми садами, с огромным, приведенным в образцовый порядок, лесным хозяйством. В Сунках была построена прекрасная школа, где крестьянские дети обучались различным ремеслам, баня (в Малороссии их не знали, а с тех пор баней пользовалось все огромное село Сунки). Многое было задумано и умно осуществлено Натальей Григорьевной.

С началом Первой мировой войны княгиня отдала свой киевский дом под лазарет, в котором работала вместе с дочерью Татьяной сестрой милосердия. Единственный сын Владимир отправился на фронт и вскоре попал в плен. По желанию императрицы Марии Федоровны в 1915 году Наталья Григорьевна в составе комиссии Красного Креста посещала лагеря русских военнопленных в Австро-Венгрии. 
В первую мировую войну Наталья Григорьевна стояла во главе огромного госпиталя и по воле вдовствующей императрицы ездила в Австрию для осмотра лагерей с нашими пленными. Поездка её, говорят, дала хороший результат… 
Во время Октябрьской революции княгиня Яшвиль находилась в Киеве. В самом начале 1918 года она потеряла вернувшегося из плена сына и зятя, расстрелянных большевиками. По воспоминаниям родственников, вместе с Владимиром был задержан и его кузен, сын графини Софьи Владимировны Уваровой. Он был отпущен, но, узнав о гибели брата, застрелился. Участвовала в Белом движении. Находилась в дружеских отношениях с П. Н. Врангелем.
В ноябре 1920 года Наталья Григорьевна покинула Россию и эвакуировалась из Крыма в Константинополь, затем некоторое время находилась в Греции. С 1922 года, получив личное приглашение президента Чехословакии Т. Г. Масарика, жила в Праге. Здесь княгиня стала членом кружка академика Н. П. Кондакова, который был известен впоследствии как Seminarium Kondakovianum и в 1931 году преобразован в Археологический институт имени Кондакова. Наталья Григорьевна была членом правления института, принимала активное участие в научной, издательской и просветительской работе. Основным направлением её деятельности было изучение иконописи. Ею было составлено популярное пособие по иконописанию. Она была организатором курсов, преподавателем которых был П. М. Софронов, один из старообрядческих художников-иконописцев. В одном из писем он наставлял княгиню: «Подбирайте, Княгиня, людей не случайных. Первое мое условие, чтобы были православно верующие, табакокурением не занимающияся; если этим занимались, то чтобы от таковой привычки отстали, и от иных недостойных и пакостных дел, будучи иконописцами, оберегались. Я твердо уверен, что внутреннее состояние в человеке очень влияет на работу иконную (хоть даже самую „трафаретную“)». Курсы проводились в личной мастерской княгини Яшвиль. Также Наталья Григорьевна состояла членом общества «Икона» в Париже, некоторое время занимала пост председателя. Она стала организатором выставки «Русская икона» («Ruská ikona»), которая прошла в Праге с 23 апреля пo 4 мая 1932 года при помощи Института имени Н. П. Кондакова.
Кроме того, она активно занималась благотворительной деятельностью: председательница Общества взаимопомощи русских женщин в Праге, член Русского Красного Креста, Объединения русских благотворительных обществ и Успенского братства.
Княгиня Наталья Григорьевна Яшвиль скончалась 12 июня 1939 года в Праге и была похоронена на местном Ольшанском кладбище около храма Успения Пресвятой Богородицы. П. М. Софронов написал в письме Д. А. Расовскому: «… за что это на земле мало таких людей как княгиня Наталья Григорьевна? Много бы теплей и светлей было жить на земле».

## Живопись
Одним из главных увлечений княгини Яшвиль была живопись. Жанры и материалы, с которыми она работала, были разнообразны. Она была автором икон, натюрмортов и портретов. Иллюстрировала церковные тексты, обложки для популярных религиозно-исторических книжек и сказки А. С. Пушкина. Ею была напечатана серия рождественских открыток на иконописные сюжеты. Она работала с фарфором, деревянными изделиями и тканями.
Работы Н. Г. Яшвиль (два живописных и восемь акварельных произведений) хранятся в Луганском областном художественном музее, куда они поступили в 1947 году из Киевского государственного музея русского искусства.

## Портрет Нестерова
Вскоре после смерти мужа Наталья Григорьевна познакомилась с художником М. Нестеровым, который в это время участвовал в росписи Владимирского собора в Киеве. Княгиня Яшвиль предложила художнику поселиться у неё на хуторе Княгинино, в четырёх верстах от имения.
Наталья Григорьевна в моей жизни заняла большое место. Она сердечно, умно поддерживала все то, что могло меня интересовать, духовно питать. Часто у неё я находил душевный отдых, как человек и как художник. Её богатая натура была щедра в своей дружбе, никогда, ни на один час не покидала в трудные минуты. Видя меня иногда душевно опустошенным, одиноким, она звала меня вечером к себе и, частью в беседах об искусстве, частью музыкой - Шопеном, Бахом, а иногда пением итальянских старых мастеров небольшим приятным своим голосом - возвращала меня к жизни, к деятельности, к художеству. Я уходил от неё иным, чем приходил туда.
В этот период художник много работал. Там были написаны почти все этюды для росписи Марфо-Мариинской обители. В 1905 году был написан портрет Натальи Григорьевны, который после представления на выставке художника находился у княгини, а после 1917 года — в Киевском историческом музее.

## Брак и дети
Наталья Григорьевна вышла замуж в 1891 году за князя Николая Владимировича Яшвиля (1857—1893), сына генерала Владимира Владимировича Яшвиля и Анны Михайловны Орловой, дочери декабриста М. Ф. Орлова. В браке родились:
- Татьяна (1892—1933) — художница, супруга Георгия Михайловича Родзянко (1890—1918[K 1]), сына последнего председателя Государственной думы М. В. Родзянко.
- Владимир (1893—1918) — участник Первой мировой войны, попал в плен. После возвращения расстрелян большевиками вместе с зятем.

### Комментарии
1. ↑   Командир роты лейб-гвардии Преображенского полка 26 января 1918 года арестован в Киеве вместе с группой офицеров и расстрелян  в Мариинском парке[6][7]. По другим данным, расстрелян в 1919 году[6].